# Colibrí amazília de Tzacatl
El colibrí amazília de Tzacatl (Amazilia tzacatl) és una espècie d'ocell de la família dels troquílids (Trochilidae).

## Etimologia
El nom de Tzacatl, fa referència a un cap guerrer de la mitologia nahua.

## Descripció
- 8 – 11 de llargària.
- Color general del mascle verd iridiscent amb gris al pit i abdomen crema. Cua rogenca.
- Femella semblant, però menys iridiscent.
- Bec gairebé recte, roig amb la punta negra

## Hàbitat i distribució
Habita la selva humida, bosc obert, vegetació secundària, sabana, camps i ciutats de les terres baixes i turons, al vessant del Golf de Mèxic des del sud de Tamaulipas, Veracruz, nord d'Oaxaca, Península de Yucatán i Chiapas cap al sud fins Nicaragua, ambdues vessants de Costa Rica i Panamà, oest i nord de Colòmbia, oest de Veneçuela i oest de l'Equador.